# Auguste Charlois
Auguste Honoré Charlois, né le 26 novembre 1864 à La Cadière-d'Azur (Var) et mort le 26 mars 1910 à Nice, est un astronome français, principalement connu pour la découverte de 99 astéroïdes entre 1887 et 1904, alors qu'il travaillait à l'observatoire de Nice.

## Biographie
Il naît à La Cadière-d'Azur dans le Var.
Sa première découverte est celle de (267) Tirza en 1887. Il a aussi découvert (433) Éros la même nuit que Gustav Witt mais Witt annonce la découverte le premier.
Il commence sa carrière à l'époque de la détection visuelle des petites planètes. Mais en 1891, Max Wolf a ouvert la voie à l'utilisation de l'astrophotographie qui augmente nettement le taux de détection des astéroïdes, ce qui permet à Wolf et Charlois d'en découvrir bien plus qu'ils n'auraient pu par la détection visuelle.
À l'âge de 45 ans il est tué par le frère de sa première femme, qui lui en voulait de s'être remarié. Son beau-frère fut condamné aux travaux forcés à perpétuité en Nouvelle-Calédonie.
Auguste Charlois est inhumé au cimetière de la Cadière d'Azur.

## Distinctions
L'astéroïde (1510) Charlois porte son nom.

## Découvertes
| (267) Tirza       | 27 mai 1887        |
| (272) Antonia     | 4 février 1888     |
| (277) Elvira      | 3 mai 1888         |
| (282) Clorinde    | 28 janvier 1889    |
| (283) Emma        | 8 février 1889     |
| (284) Amalia      | 29 mai 1889        |
| (285) Regina      | 3 août 1889        |
| (289) Nenetta     | 10 mars 1890       |
| (293) Brasilia    | 20 mai 1890        |
| (294) Felicia     | 15 juillet 1890    |
| (296) Phaéthuse   | 19 août 1890       |
| (297) Caecilia    | 9 septembre 1890   |
| (298) Baptistina  | 9 septembre 1890   |
| (300) Geraldina   | 3 octobre 1890     |
| (302) Clarissa    | 14 novembre 1890   |
| (305) Gordonia    | 16 février 1891    |
| (307) Niké        | 5 mars 1891        |
| (310) Margarita   | 16 mai 1891        |
| (311) Claudia     | 11 juin 1891       |
| (312) Pierretta   | 28 août 1891       |
| (314) Rosalia     | 1er septembre 1891 |
| (316) Goberta     | 8 septembre 1891   |
| (317) Roxane      | 11 septembre 1891  |
| (318) Magdalena   | 24 septembre 1891  |
| (319) Leona       | 8 octobre 1891     |
| (327) Columbia    | 22 mars 1892       |
| (331) Etheridgea  | 1er avril 1892     |
| (336) Lacadiera   | 19 septembre 1892  |
| (337) Devosa      | 22 septembre 1892  |
| (338) Budrosa     | 25 septembre 1892  |
| (344) Desiderata  | 15 novembre 1892   |
| (345) Tercidina   | 23 novembre 1892   |
| (346) Hermentaria | 25 novembre 1892   |

| (347) Pariana    | 28 novembre 1892  |
| (348) May        | 28 novembre 1892  |
| (349) Dembowska  | 9 décembre 1892   |
| (350) Ornamenta  | 14 décembre 1892  |
| (354) Eleonora   | 17 janvier 1893   |
| (355) Gabriella  | 20 janvier 1893   |
| (356) Liguria    | 21 janvier 1893   |
| (357) Ninina     | 11 février 1893   |
| (358) Apollonia  | 8 mars 1893       |
| (359) Georgia    | 10 mars 1893      |
| (360) Carlova    | 11 mars 1893      |
| (361) Bononia    | 11 mars 1893      |
| (362) Havnia     | 12 mars 1893      |
| (363) Padua      | 17 mars 1893      |
| (364) Isara      | 19 mars 1893      |
| (365) Corduba    | 21 mars 1893      |
| (366) Vincentina | 21 mars 1893      |
| (367) Amicitia   | 19 mai 1893       |
| (368) Haidea     | 19 mai 1893       |
| (370) Modestia   | 14 juillet 1893   |
| (371) Bohemia    | 16 juillet 1893   |
| (372) Palma      | 19 août 1893      |
| (373) Mélusine   | 15 septembre 1893 |
| (374) Burgundia  | 18 septembre 1893 |
| (375) Ursula     | 18 septembre 1893 |
| (376) Geometria  | 18 septembre 1893 |
| (377) Campania   | 20 septembre 1893 |
| (378) Holmia     | 6 décembre 1893   |
| (379) Huenna     | 8 janvier 1894    |
| (380) Fiducia    | 8 janvier 1894    |
| (381) Myrrha     | 10 janvier 1894   |
| (382) Dodona     | 29 janvier 1894   |
| (383) Janina     | 29 janvier 1894   |

| (388) Charybde  | 7 mars 1894       |
| (389) Industria | 8 mars 1894       |
| (395) Delia     | 30 novembre 1894  |
| (396) Aeolia    | 1er décembre 1894 |
| (397) Vienna    | 19 décembre 1894  |
| (398) Admète    | 28 décembre 1894  |
| (400) Ducrosa   | 15 mars 1895      |
| (402) Chloé     | 21 mars 1895      |
| (403) Cyané     | 18 mai 1895       |
| (404) Arsinoé   | 20 juin 1895      |
| (405) Thia      | 23 juillet 1895   |
| (406) Erna      | 22 août 1895      |
| (409) Aspasie   | 9 décembre 1895   |
| (410) Chloris   | 7 janvier 1896    |
| (411) Xanthe    | 7 janvier 1896    |
| (414) Liriope   | 16 janvier 1896   |
| (416) Vaticana  | 4 mai 1896        |
| (423) Diotime   | 7 décembre 1896   |
| (424) Gratia    | 31 décembre 1896  |
| (425) Cornelia  | 28 décembre 1896  |
| (426) Hippo     | 25 août 1897      |
| (427) Galène    | 27 août 1897      |
| (429) Lotis     | 23 novembre 1897  |
| (430) Hybris    | 18 décembre 1897  |
| (431) Néphélé   | 18 décembre 1897  |
| (432) Pythia    | 18 décembre 1897  |
| (437) Rhodia    | 16 juillet 1898   |
| (438) Zeuxo     | 8 novembre 1898   |
| (441) Bathilde  | 8 décembre 1898   |
| (451) Patientia | 4 décembre 1899   |
| (453) Tea       | 22 février 1900   |
| (498) Tokio     | 2 décembre 1902   |
| (537) Pauly     | 7 juillet 1904    |